# Provinces de Corée
 (février 2023).
La mise en forme du texte ne suit pas les recommandations de Wikipédia : il faut le « wikifier ».
Les points d'amélioration suivants sont les cas les plus fréquents. Le détail des points à revoir est peut-être précisé sur la page de discussion.
- Les titres sont pré-formatés par le logiciel. Ils ne sont ni en capitales, ni en gras.
- Le texte ne doit pas être écrit en capitales (les noms de famille non plus), ni en gras, ni en italique, ni en « petit »…
- Le gras n'est utilisé que pour surligner le titre de l'article dans l'introduction, une seule fois.
- L'italique est rarement utilisé : mots en langue étrangère, titres d'œuvres, noms de bateaux, etc.
- Les citations ne sont pas en italique mais en corps de texte normal. Elles sont entourées par des guillemets français : « et ».
- Les listes à puces sont à éviter, des paragraphes rédigés étant largement préférés. Les tableaux sont à réserver à la présentation de données structurées (résultats, etc.).
- Les appels de note de bas de page (petits chiffres en exposant, introduits par l'outil «  Source ») sont à placer entre la fin de phrase et le point final[comme ça].
- Les liens internes (vers d'autres articles de Wikipédia) sont à choisir avec parcimonie. Créez des liens vers des articles approfondissant le sujet. Les termes génériques sans rapport avec le sujet sont à éviter, ainsi que les répétitions de liens vers un même terme.
- Les liens externes sont à placer uniquement dans une section « Liens externes », à la fin de l'article. Ces liens sont à choisir avec parcimonie suivant les règles définies. Si un lien sert de source à l'article, son insertion dans le texte est à faire par les notes de bas de page.
- La présentation des références doit suivre les conventions bibliographiques. Il est recommandé d'utiliser les modèles {{Ouvrage}}, {{Chapitre}}, {{Article}}, {{Lien web}} et/ou {{Bibliographie}}. Le mode d'édition visuel peut mettre en forme automatiquement les références.
- Insérer une infobox (cadre d'informations à droite) n'est pas obligatoire pour parachever la mise en page.

Pour une aide détaillée, merci de consulter Aide:Wikification.
Si vous pensez que ces points ont été résolus, vous pouvez retirer ce bandeau et améliorer la mise en forme d'un autre article.
Les provinces de Corée (Do; Hangul: 도; hanja: 道) ont été une des principales divisions administratives de la Corée depuis le milieu de la dynastie Goryéo au début du XIe siècle, et ont été précédés de divisions au niveau provincial (Ju et Mok) datant de retour à l'unification de la période de Silla, à la fin du VIIe siècle.
Au cours de la période unifiée de Silla (668-935 av. J.-C.), la Corée était divisée en neuf Ju (주; 州). C'est un ancien mot pour "province" utilisé pour désigner à la fois les provinces et les capitales des royaumes.
Après la défaite de Goryeo, Silla et l'ancien Baekje en 935 et 936 respectivement, le nouveau royaume " fut divisé en un seul district royal (Ginae; 기내; 畿內) et douze districts administratifs (Mok; 목; 牧)" (Nahm 1988), qui furent bientôt redivisées en dix provinces (Do). En 1009, le pays est à nouveau divisé, cette fois en districts royaux, cinq routes (Do) et deux districts frontaliers. (Gye; 계; 界?).
Après la montée de la dynastie Joseon et la fondation de la Corée en 1392, le pays a été divisé en huit nouvelles routes (Do) en 1413. Les limites provinciales reflétaient étroitement les principales régional et dialecte frontières, aujourd'hui encore, on l'appelle souvent simplement en coréen, les Huit Provinces (Paldo). En 1895, dans le cadre de la Réforme Gabo, le pays a été redécoupé en 23 districts (Bu; 부; 府), cela a été remplacé un an plus tard par 13 nouvelles provinces.
Les 13 états de 1896 se composaient de trois des huit états d'origine, et les cinq états restants étaient divisés en moitiés nord et sud. (Boukdo (북도; 北道) et Namdo (남도; 南道) respectivement). Les treize provinces sont restées inchangées tout au long de la période de l'annexion japonaise.
Par le futur avec la libération de la Corée en 1945, la péninsule coréenne a été divisée en deux parties, avec la Corée du Nord et la Corée du Sud, on le remarque avec la ligne de démarcation établie le long du 38e parallèle nord. Par conséquent, trois provinces - Hwanghae, Gyeonggi, Corée du Sud, et Gangwon (Kangwŏn) - ont été divisés en Corée du Nord et en Corée du Sud aujourd'hui.
Après ça les villes spéciales de Séoul (Corée du Sud) et P'yongyang (Corée du Nord) ont été formés en 1946. Entre 1946 et 1954, cinq nouvelles provinces ont été créées : Jeju en Corée du Sud, puis Hwanghae du Nord et Hwanghae du Sud, Chagang, et Ryanggang en Corée du Nord.
Depuis 1954, de nouvelles villes et régions administratives spéciales ont été créées, tandis que les frontières provinciales nord-sud sont restées les mêmes.

## Provinces de la Silla unifiée

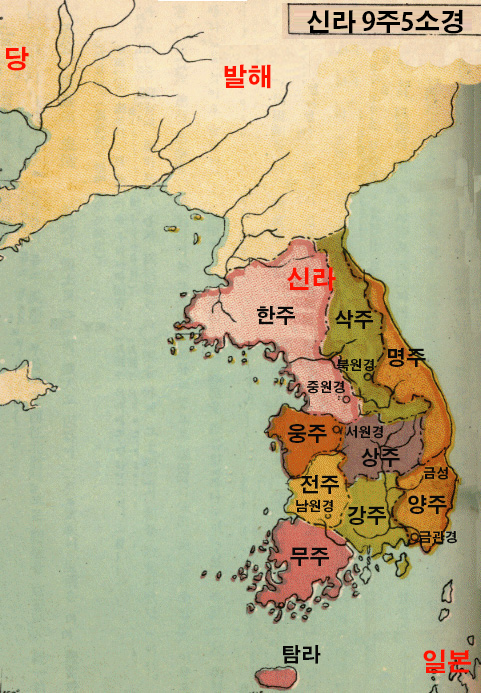
Carte des 9 districts de la Silla unifiée avec leurs 5 sous-capitales.

En 660, le royaume qui se situe au sud-est de Silla conquit Baekje qui se situe au sud-ouest, et en 668, Silla conquit Goguryeo qui se trouve dans le nord avec l'aide de la Dynastie Tang de Chine. Pour la première fois, la majeure partie de la péninsule coréenne était dirigée par une seule puissance. La frontière au nord de Silla traversait le milieu du sud de Goguryeo, elle commençait à partir de la rivière Taedong (qui coule à travers P'yŏngyang) à l'ouest pour Wŏnsan dans les temps modernes et la province de Kangwon à l'est. En 721, Silla a solidifié sa frontière nord avec Balhae (qui a remplacé la Goguryeo au nord) en construisant un mur entre P'yŏngyang et Wŏnsan.
La capitale du pays était nommée Geumseong (aujourd'hui Gyeongju ), la sous-capitale était connue sous le nom de So-gyeong (소경, 小京) et était située exactement à Geumgwan-gyeong (금관경, Gimhae ), puis les autres villes telles que Namwon-gyeong (남원경), Seowon- gyeong (서원경, Cheongju ), Jungwon-gyeong (중원경, Chungju ) et Bugwon-gyeong (북원경, Wonju ).
Le pays était divisé en neuf provinces (주, Ju ) : trois dans le territoire avant les années 660 de Silla et trois dans chacun des anciens royaumes de Baekje et Goguryeo.
Le tableau ci-dessous répertorie les trois royaumes précédents, le nom de chaque province dans l'alphabet romain, le hangeul et le hanja, ainsi que la capitale provinciale et la province actuelle qui est l'équivalent.
| Ancien royaume | Province | HANGÛL | Hanja | Capital  | Équivalent moderne                   |
| -------------- | -------- | ------ | ----- | -------- | ------------------------------------ |
| Silla          | Yangju   | 양주   | 良州  | Yangju   | Gyeongsang oriental                  |
| Silla          | Gangju   | 강주   | 康州  | Gangju   | Gyeongsang du sud -ouest             |
| Silla          | Sangju   | 상주   | 尙州  | Sangju   | Gyeongsang du nord- ouest            |
| Baekje         | Muju     | 무주   | 武州  | Muju     | Jeolla du Sud                        |
| Baekje         | Jeonju   | 전주   | 全州  | Jeonju   | Jeolla du Nord                       |
| Baekje         | Ungju    | 웅주   | 熊州  | Gongju   | Chungcheong du Sud                   |
| Goguryeo       | Hanju    | 한주   | 漢州  | Hanju    | Nord Chungcheong, Gyeonggi, Hwanghae |
| Goguryeo       | Sakju    | 삭주   | 朔州  | Sakju    | Gangwon occidental                   |
| Goguryeo       | Myeongju | 명주   | 溟州  | Myeongju | Gangwon oriental                     |

## Provinces de Goryeo

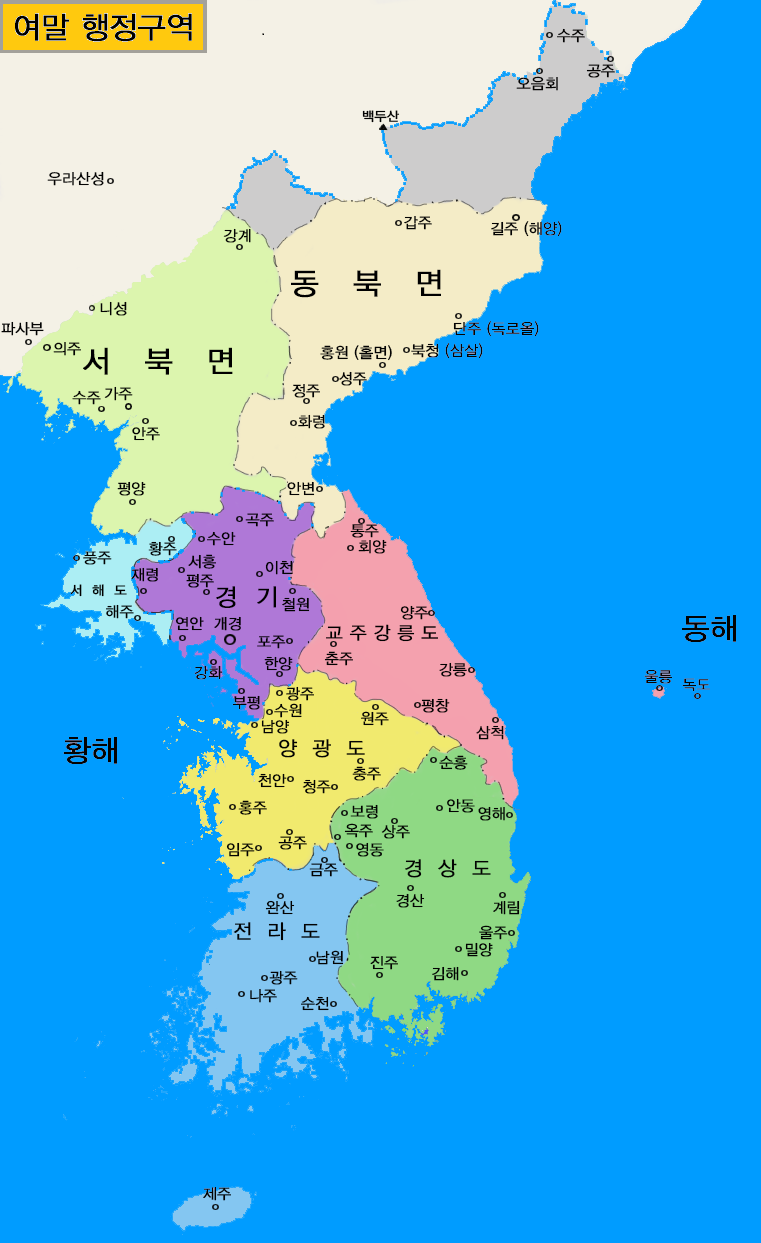
Provinces de Goryeo à la fin de la période Goryeo

En 892, Gyeon Hwon fonda le royaume du Baekje ancien dans le sud-ouest de Silla, et en 918, Wang Geon (roi Taejo) établit le royaume de Goryeo dans le nord-ouest, avec sa capitale qui se situait à Songak (aujourd'hui Kaesŏng). En 935, Goryeo a conquis les restes de Silla, et en 936, il a conquis le Baekje ancien. Songak a été considérablement agrandi et renommé en Gaegyeong. Taejo a conquis une partie des terres qui avaient appartenu à Goguryeo dans la partie nord-ouest de la péninsule coréenne et a étendu son territoire jusqu'à la rivière Amnok (rivière Yalu) au nord. Un mur a été construit à la frontière entre Goryeo et le territoire de Jurchen au nord-est, séparant la rivière Amnok au nord-ouest et la mer du Japon (mer de l'Est) au sud-est.
Le pays avait une capitale (Gaegyeong) et trois sous-capitales : Donggyeong (de nos jours Gyeongju et l'ancienne capitale de Silla), Namgyeong (de nos jours Séoul), et Seogyeong (de nos jours P'yongyang).
À l'origine, le pays avait un district royal (Gina ; 기내 ; 畿內) autour de Gaegyeong et une douzaine de districts administratifs (Mok ; 목 ; 牧) : (Notez que Gwangju-mok est la ville de Gwangju-si dans la province de Gyeonggi, elle n'est pas la plus grande ville métropolitaine de Gwangju.)
Les douze districts furent bientôt redécoupés en dix provinces (Do ; 도 ; 道). Gwannae-do comprenait les districts administratifs de Yangju, Hwangju, Gwangju et Haeju ; Jungwon-do comprenait Chungju et Cheongju ; Hanam-do a remplacé Gongju ; Gangnam-do a remplacé Jeonju ; Yeongnam-do a remplacé Sangju ; Sannam-do a remplacé Jinju ; et Haeyang-do a remplacé Naju et Seungju ; les trois autres nouvelles provinces étaient Yeongdong-do, Sakbang-do et Paeseo-do.
Enfin, en 1009, les dix provinces ont de nouveau été redécoupées, cette fois en cinq provinces (Do) et deux districts frontaliers (Gye ; 계 ; 界).
Le tableau ci-dessous montre les provinces de Silla, les districts administratifs de Goryeo qu'ils ont remplacés, les provinces avant et après 1009 et leurs équivalents modernes. table1. 
| Province de Silla      | District administratif        | Province avant 1009    | Province après 1009                                                                                  | Équivalent moderne             |
| ---------------------- | ----------------------------- | ---------------------- | --- | ------------------------------ |
| Hanju                  | Gyeonggi, Corée du Sud (京畿) | Gyeonggi, Corée du Sud | Gyeonggi (경기)                                                                                      | Kaesong                        |
| Hanju                  | Yangju-mok (揚州牧)           | Gwannae-do             | Seohae-do (西海道, 서해도)                                                                           | Hwanghae                       |
| Hanju                  | Hwangju-mok (黃州牧)          | Gwannae-do             | Seohae-do (西海道, 서해도)                                                                           | Hwanghae du Nord               |
| Hanju                  | Hajju-mok (海州牧)            | Gwannae-do             | Seohae-do (西海道, 서해도)                                                                           | Hwanghae du Sud                |
| Hanju                  | Gwangju-mok (廣州牧)          | Gwannae-do             | Yanggwang-do (楊廣道, 양광도)                                                                        | Gyeonggi                       |
| Hanju                  | Chungju-mok (忠州牧)          | Jungwon-do             | Yanggwang-do (楊廣道, 양광도)                                                                        | Chungcheong du Nord            |
| Ungju                  | Cheongju, Corée du Sud- mok   | Jungwon-do             | Yanggwang-do (楊廣道, 양광도)                                                                        | Chungcheong du Nord            |
| Ungju                  | Gongju-mok                    | Hanam-do               | Yanggwang-do (楊廣道, 양광도)                                                                        | Chungcheong du Sud             |
| Jeonju                 | Jeonju-mok (全州牧)           | Gangnam-do             | Jeolla-do (전라도)                                                                                   | Jeolla du Nord                 |
| Mouju                  | Nadju-mok                     | Haeyang-do (해양도)    | Jeolla-do (전라도)                                                                                   | Jeolla du Sud                  |
| Mouju                  | Seungju-mok                   | Haeyang-do (해양도)    | Jeolla-do (전라도)                                                                                   | Jeolla du Sud                  |
| Sangju                 | Sangju-mok                    | Yeongnam-do            | Gyeongsang-do (경상도)                                                                               | Gyeongsang du Nord             |
| Gangju                 | Jinju-mok                     | Sannam-do              | Gyeongsang-do (경상도)                                                                               | Gyeongsang du Sud (occidental) |
| Yangju                 | Jinju-mok                     | Yeongdong-do           | Gyeongsang-do (경상도)                                                                               | Gyeongsang du Sud (orriental)  |
| Sakju                  | —                             | Sakbang-do             | Gyoju-do (교주도, 交州道), également connu sous le nom de Gyoju gangneungdo (交州江陵道, 교주강릉도) | Gangwon                        |
| Myeongju, Corée du Sud | —                             | Sakbang-do             | Donggye (東界, 동계), également connu sous le nom de Dongbukmyeon (東北面, 동북면)                   | Gangwon                        |
| —                      | —                             | Paeseo-do              | Bukgye (北界, 북계), également connu sous le nom de Seobukmyon (西北面, 서북면)                      | Pyeongan                       |

## Provinces de Joseon

Les Huit Provinces (Paldo)

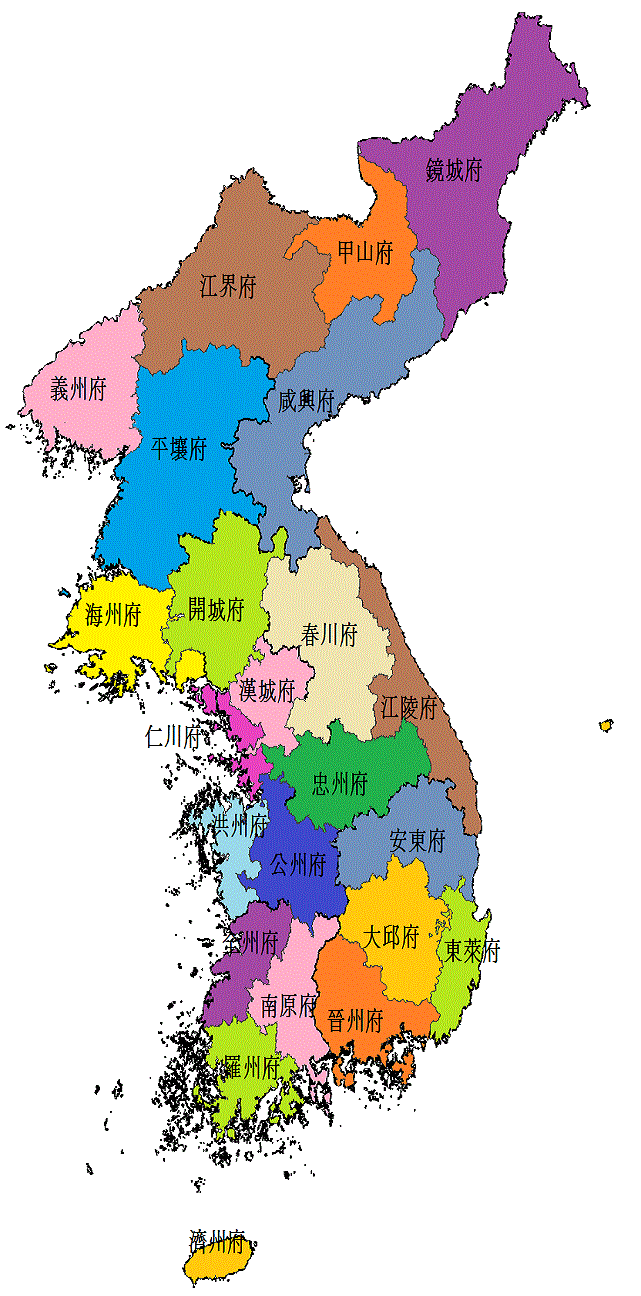
23 districts (Isipsambu)

13 Provinces (Sipsamdo)

En 1413, la Corée (à l'époque appelée Joseon) était divisée en huit provinces : Chungcheong, Gangwon, Gyeonggi, Gyeongsang, Jeolla, Hamgyong (à l'origine appelé Yeonggil), Hwanghae (à l'origine appelé Punghae), et Pyongan.
| RR Romaja  | M–R Romaja   | Hangeul | Hanja  | Origine du nom                                            | Capital          | Région                         | Dialecte coréen                      | Provinces après 1896                   |
| ---------- | ------------ | ------- | ------ | --------------------------------------------------------- | ---------------- | ------------------------------ | ------------------------------------ | -------------------------------------- |
| Chungcheon | Ch'ungch'ong | 충청도  | 忠淸道 | Chungju (충주 忠州), Cheongju, Corée du Sud (청주 淸州)   | Gongju           | Hoseo                          | Dialecte du Chungcheong              | Chungcheong du Nord Chungcheong du Sud |
| Gangwon    | Kangwon      | 강원도  | 江原道 | Gangneung (강릉 江陵), Wonju (원주 原州)                  | Wonju            | Gwandong (Yeongseo, Yeongdong) | Dialecte du Gangwon                  | Gangwon                                |
| Gyeonggi   | Kyonggi      | 경기도  | 京畿道 | (Voir note)                                               | Hanseong (Séoul) | Gijeon                         | Dialecte de Séoul                    | Gyeonggi                               |
| Gyeongsang | Kyongsang    | 경상도  | 慶尙道 | Gyeongju (경주 慶州), Sangju (상주 尙州)                  | Daegu            | Yeongnam                       | Dialecte du Gyeongsang               | Gyeongsang du Nord Gyeongsang du Sud   |
| Hamgyeon   | Hamgyong     | 함경도  | 咸鏡道 | Hamhoung (함흥 咸興), Kyongsong, Corée du Sud (경성 鏡城) | Hamhoung         | Kwanbouk, Kanname              | Dialecte du Hamgyong                 | Hamgyong du Nord Hamgyong du Sud       |
| Hwanghae   | Hwanghae     | 황해도  | 黃海道 | Hwangju (황주 黃州), Hajju (해주 海州)                    | Haeju            | Haeso                          | Dialecte Hwanghae                    | Hwanghae                               |
| Jeolla     | Cholla       | 전라도  | 全羅道 | Jeonju (전주 全州), Nadju (나주 羅州)                     | Jeonju           | Honame                         | Dialecte de Jeolla; Dialecte de Jeju | Jeolla du Nord Jeolla du Sud           |
| Pyeongan   | P'yongan     | 평안도  | 平安道 | Pyongyang (평양 平壤), Anju (안주 安州)                   | Pyongyang        | Kwanso                         | Dialecte de pyongan                  | Pyongan du Nord Pyongan du Sud         |

### Districts de la fin de la période Joseon
En 1895, la Corée a été divisée en 23 districts (Bu ; 부 ; 府), chacun nommé d'après la ville ou le comté qui était sa capitale. Cependant, les districts ont été de courte durée car le système provincial a été rétabli l'année suivante.
- Andong
- Chuncheon
- Chungju
- Daegu
- Dongnae
- Gangneung
- Gongju
- Haeju
- Hamhŭng
- Hanseong
- Hongju
- Incheon
- Jeju
- Jeonju
- Jinju
- Kaesŏng
- Kanggye
- Kapsan
- Kyŏngsŏng
- Naju
- Namwon
- P'yŏngyang
- Ŭiju

## Provinces de l'Empire coréen
En 1896, huit anciennes provinces ont été restaurées, avec cinq provinces (Chungcheong, Gyeongsang, Jeolla, Hamgyong et P'yongan) divisées en provinces du Nord (Bukdo 북도 北道) et du Sud (Namdo 남도 南道). Le système résultant de treize provinces a duré jusqu'à la Division de la Corée en 1945.
Les treize provinces étaient : Chungcheong du Sud et du Nord, Gangwon, Gyeonggi, Gyeongsang du Sud et du Nord, Hamgyeong du Sud et du Nord, Hwanghae, Jeolla du Sud et Nord, et Pyongan du Sud et du Nord.

## Provinces de Corée sous domination coloniale japonaise

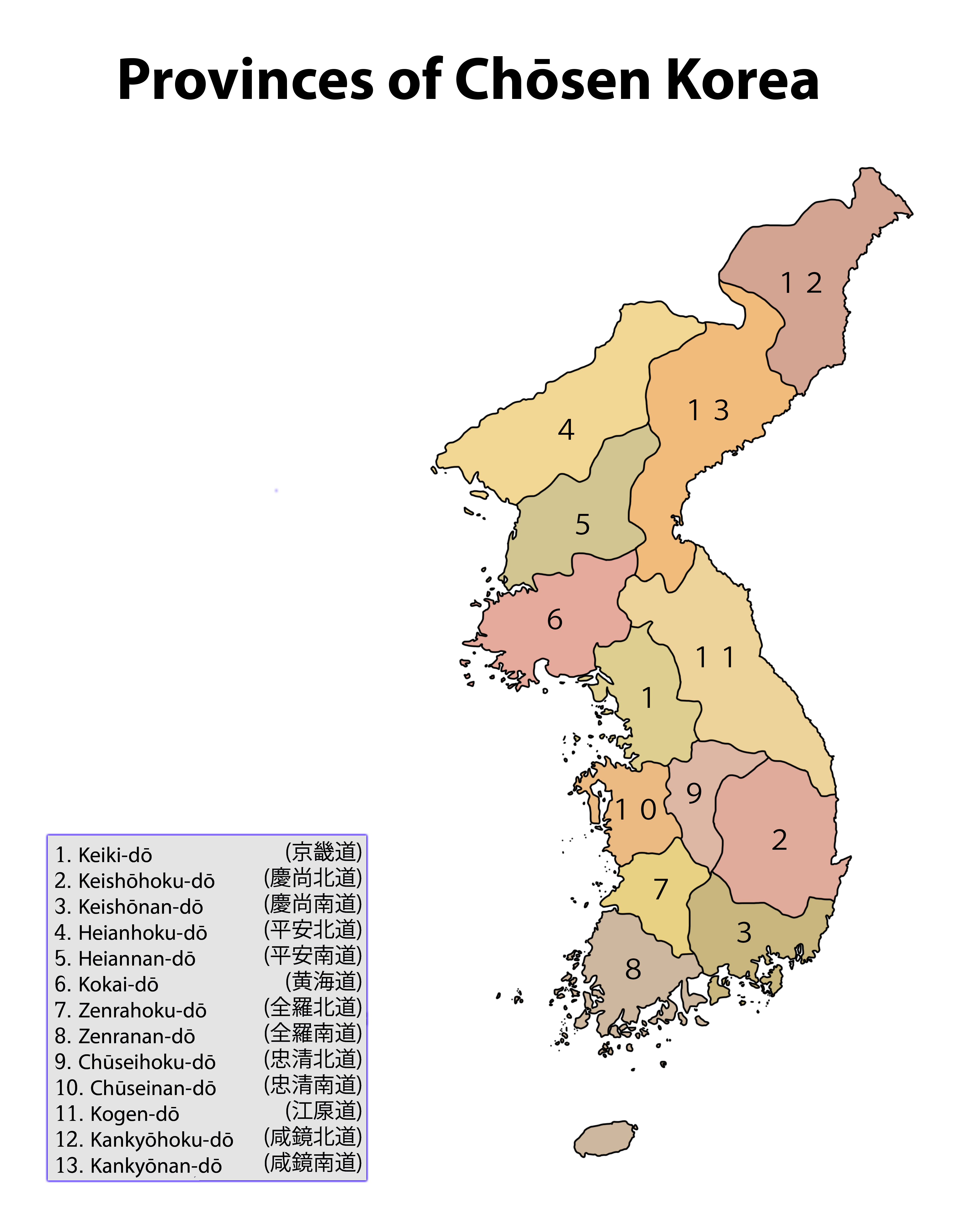
Provinces de Corée sous la domination japonaise

Selon la domination japonaise, les provinces coréennes sont restées à peu près les mêmes, ne prenant que les hanja pour la lecture du japonais. Les provinces de Chōsen étaient :
| Nom japonais              | Kanji    | Kana               | Nom coréen        | Hangeul  |
| ------------------------- | -------- | ------------------ | ----------------- | -------- |
| Préfecture de Chūsei-hoku | 忠清北道 | ちゅうせいほくどう | Chungcheongbuk-do | 충청북도 |
| Préfecture de Chūsei-nan  | 忠淸南道 | ちゅうせいなんどう | Chungcheongnam-do | 충청남도 |
| Préfecture de Keishō-hoku | 慶尚北道 | けいしょうほくどう | Gyeongsangbouk-do | 경상북도 |
| Préfecture de Keishō-nan  | 慶尚南道 | けいしょうなんどう | Gyeongsangnam-do  | 경상남도 |
| Préfecture de Heian-hoku  | 平安北道 | へいあんほくどう   | Pyeonganbuk-do    | 평안북도 |
| Préfecture de Heian-nan   | 平安南道 | へいあんなんどう   | Pyeonganam-do     | 평안남도 |
| Préfecture de Kōgen       | 江原道   | こうげんどう       | Gangwon-do        | 강원도   |
| Préfecture de Kōkai       | 黃海道   | こうかいどう       | Hwanghae-do       | 황해도   |
| Préfecture de Kankyō-hoku | 咸鏡北道 | かんきょうほくどう | Hamgyeongbouk-do  | 함경북도 |
| Préfecture de Kankyō-nan  | 咸鏡南道 | かんきょうなんどう | Hamgyeongnam-doo  | 함경남도 |
| Préfecture de Zenra-nan   | 全羅南道 | ぜんらなんどう     | Jeollanam-do      | 전라남도 |
| Préfecture de Zenra-hoku  | 全羅北道 | ぜんらほくどう     | Jeollabuk-do      | 전라북도 |
| Préfecture de Keiki       | 京畿道   | けいきどう         | Gyeonggi-do       | 경기도   |

## Divisions provinciales depuis la division de la Corée

Provinces de la Corée du Nord et de la Corée du Sud

À la fin de la seconde Guerre Mondiale en 1945, la Corée a été divisée en Corée du Nord et Corée du Sud sous la tutelle de l'URSS et des États-Unis. La péninsule était divisée au 38e parallèle nord en 1945. En 1948, les deux régions sont devenues des États indépendants se nommant la Corée du Nord et la Corée du Sud.
Trois provinces - Hwanghae, Gyeonggi et Gangwon - ont été divisées avec le 38e parallèle nord.
- La majeure partie de la province de Hwanghae appartenait à la zone nord. La partie sud est devenue une partie de la province du Guangdong.
- La majeure partie de la province de Gyeonggi appartenait à la zone sud. En 1946, la partie nord est devenue une partie de la province de Hwanghae.
- La province de Gangwon a été divisée à peu près en deux, pour former de nos jours la province de Gangwon en Corée du Sud et la province de Kangwon en Corée du Nord. La province du nord est agrandie en 1946 pour inclure une zone autour de la ville de Wonsan (À l'origine partie de la province du Hamgyong du Sud)

Toujours en 1946, les villes de Séoul au sud et de Pyongyang au nord se séparent respectivement des provinces de Gyeonggi et de Pyongan Sud pour devenir des villes spéciales. La Corée du Nord et la Corée du Sud ont par la suite mis à niveau d'autres villes au niveau d'une province et ces villes (villes spéciales de Corée du Nord et villes spéciales de Corée du Sud [qq.v.][Quoi ?]) sont parfois incluses dans les provinces.
Finalement, les nouvelles provinces de Jeju (au sud, 1946) et de Chagang (au nord, 1949) ont été établies, à partir de parties du sud de Jeolla et du nord de Pyongan, respectivement. En 1954, la province de Ryanggang a été séparée du Hamgyong du Sud et le Hwanghae a été divisé en provinces du Hwanghae du Sud et du Nord.
Le tableau suivant répertorie les divisions provinciales actuelles de Corée (Corée du Nord et de Corée du Sud).
| RR Romaja           | M–R Romaja           | Hangeul/Chosongul | Hanja     | ISO   | Type     | Zone   | Capitale  | Region   | Country       |
| ------------------- | -------------------- | ----------------- | --------- | ----- | -------- | ------ | --------- | -------- | ------------- |
| Busan               | Pusan                | 부산시            | 釜山市    | KR-26 | City     | 767    | Yeonje    | Yeongnam | Corée du Sud  |
| Chungcheong du Nord | Ch'ungch'ŏng du Nord | 충청북도          | 忠清北道  | KR-43 | Province | 7,436  | Cheongju  | Hoseo    | Corée du Sud  |
| Chungcheong du Sud  | Ch'ungch'ŏng du Sud  | 충청남도          | 忠清南道  | KR-44 | Province | 8,352  | Hongseong | Hoseo    | Corée du Sud  |
| Daegu               | Taegu                | 대구시            | 大邱市    | KR-27 | City     | 884    | Jung      | Yeongnam | Corée du Sud  |
| Daejeon             | Taejŏn               | 대전시            | 大田市    | KR-30 | City     | 539    | Seo       | Hoseo    | Corée du Sud  |
| Gangwon             | Kangwŏn              | 강원도            | 江原道    | KR-42 | Province | 16,894 | Chuncheon | Gwandong | Corée du Sud  |
| Gangwon             | Kangwŏn              | 강원도            | 江原道    | KP-07 | Province | 11,091 | Wonsan    | Gwandong | Corée du Nord |
| Gwangju             | Kwangju              | 광주시            | 光州市    | KR-29 | City     | 501    | Seo       | Honam    | Corée du Sud  |
| Gyeonggi            | Kyŏnggi              | 경기도            | 京畿道    | KR-41 | Province | 10,131 | Suwon     | Sudogwon | Corée du Sud  |
| Gyeongsang du Nord  | Kyŏngsang du Nord    | 경상북도          | 慶尙北道  | KR-47 | Province | 19,440 | Andong    | Yeongnam | Corée du Sud  |
| Gyeongsang du Sud   | Kyŏngsang du Sud     | 경상남도          | 慶尙南道  | KR-48 | Province | 11,859 | Changwon  | Yeongnam | Corée du Sud  |
| Hamgyeong du Nord   | Hamgyŏng du Nord     | 함경북도          | 咸鏡北道  | KP-09 | Province | 15,980 | Chongjin  | Kwanbuk  | Corée du Nord |
| Hamgyeong du Sud    | Hamgyŏng du Sud      | 함경남도          | 咸鏡南道  | KP-08 | Province | 18,534 | Hamhung   | Kwannam  | Corée du Nord |
| Hwanghae du Nord    | Hwanghae du Nord     | 황해북도          | 黃海北道  | KP-06 | Province | 8,154  | Sariwon   | Haeso    | Corée du Nord |
| Hwanghae du Sud     | Hwanghae du Sud      | 황해남도          | 黃海南道  | KP-05 | Province | 8,450  | Haeju     | Haeso    | Corée du Nord |
| Incheon             | Inch'ŏn              | 인천시            | 仁川市    | KR-28 | City     | 1,029  | Namdong   | Sudogwon | Corée du Sud  |
| Jagang              | Chagang              | 자강도            | 慈江道    | KP-04 | Province | 16,765 | Kanggye   | Kwanso   | Corée du Nord |
| Jeju                | Cheju                | 제주도            | 濟州道    | KR-49 | Province | 1,846  | Jeju City | Jejudo   | Corée du Sud  |
| Jeolla du Nord      | Chŏlla du Nord       | 전라북도          | 全羅北道  | KR-45 | Province | 8,043  | Jeonju    | Honam    | Corée du Sud  |
| Jeolla du Sud       | Chŏlla du Sud        | 전라남도          | 全羅南道  | KR-46 | Province | 11,858 | Muan      | Honam    | Corée du Sud  |
| Nampo               | Namp'o               | 남포시            | 南浦市    | KP-?? | City     | 829    | Kangsŏ    | Kwanso   | Corée du Nord |
| Naseon              | Rasŏn                | 나선시/라선시     | 羅先市    | KP-13 | City     | 746    | Rajin     | Kwanbuk  | Corée du Nord |
| Pyeongan du Nord    | P'yŏngan du Nord     | 평안북도          | 平安北道  | KP-03 | Province | 12,680 | Sinuiju   | Kwanso   | Corée du Nord |
| Pyeongan du Sud     | P'yŏngan du Sud      | 평안남도          | 平安南道  | KP-02 | Province | 11,891 | Pyongsong | Kwanso   | Corée du Nord |
| Pyeongyang          | P'yŏngyang           | 평양시            | 平壤市    | KP-01 | City     | 1,100  | Chung     | Kwanso   | Corée du Nord |
| Gaeseong            | Kaesŏng              | 개성시            | 開城市    | none  | City     | 442    | Kaepung   | Haeso    | Corée du Nord |
| Yanggang            | Ryanggang            | 양강도/량강도     | 兩江道    | KP-10 | Province | 13,880 | Hyesan    | Kwannam  | Corée du Nord |
| Sejong              | Sechong              | 세종시            | 世宗市    | KR-50 | City     | 465    | Hansol    | Hoseo    | Corée du Sud  |
| Seoul               | Sŏul                 | 서울시            | 서울市[1] | KR-11 | City     | 605    | Jung      | Sudogwon | Corée du Sud  |
| Ulsan               | Ulsan                | 울산시            | 蔚山市    | KR-31 | City     | 1,057  | Nam       | Yeongnam | Corée du Sud  |

Note
1 Voir Noms de Séoul.

## Note
1. ↑  Gyojudo later became its own province after 1178, making it six provinces and two frontier districts.
2. ↑  Initially installed from part of Donggye in 1178 as Chunchudo(춘주도,春州道).Was once called Dongjudo(동주도,東州道) but named as gyojudo in 1263.From 1314 to 1388 it was known as Hoeyangdo(회양도,淮陽道)as a result of demotion of Gyojumok under Hoeyang.From 1388 to 1392, it was known as gyojugangneungdo after merging with gangneungdo(강릉도,江陵道).
3. ↑  "Gwandong" is the name for the region as a whole, with "Yeongseo" denoting the western half of the province and "Yeongdong" the eastern half. "Yeongdong" is used more often than either of the other two terms, however, especially in reference to railway and road arteries that cross through Gangwon, connecting the Seoul and Yeongdong regions.
4. ↑  The province's name literally means "area within a 500-li (200-km) radius" (gi; 畿) of the "capital" (Gyeong; 京), referring to the royal capital Hanseong (modern-day Seoul). The regional name "Gijeon" is obsolete. The 20th-century term "Sudogwon" ("Capital Region") is used today to denote the Seoul-Incheon conurbation and that part of Gyeonggi Province that forms part of the same built-up, urban area.
5. ↑  "Gwanbuk" was used to designate either the province as whole, or only the northern part thereof. In the latter case, "Gwannam" was then used to denote the southern part of the province.
6. ↑  The modern-day division of the province into North and South did not occur until 1954.
7. ↑  The initial "n" in "Naju" is pronounced as "l" (lower-case "L") when it comes after another consonant; the final "n" in the "Jeon" of "Jeonju" is then assimilated to an "l" sound.
8. ↑  The distinctive Jeju dialect is used on Jeju Island, which became a separate province in 1946.

## Référence
- Nahm, André C. (1988). Corée: Tradition et transformation - Une histoire du peuple coréen. Elizabeth, New Jersey, États-Unis: Hollym International.
- Nahm 1988 (en coréen).